# Mangup
Mangup ali Mangup kale (ukrajinsko: Мангуп, rusko: Мангуп, krimskotatarsko: Mangup) je zgodovinska trdnjava na Krimu, zgrajena na planoti kakšnih petnajst kilometrov vzhodno od Sevastopola, antičnega Kersonesa. V srednjem veku se je trdnjava imenovala Doros oziroma Teodoro, dokler je Kipčaki niso preimenovali v Mangup.
Prvo naselje na ozemlju Mangupa je nastalo že v 3. stoletju. Naselje je utrdil bizantinski cesar Justinijan I. sredi 6. stoletja. Naseljevali in upravljali so ga predvsem Krimski Goti, ki so ga izbrali zasedež svoje avtonomne kneževine. 
Na začetku 8. stoletja so ga osvojili Hazari, proti katerim je leta 787 izbruhnil upor, ki ga je vodil škof Ivan Gotski. Goti so izgnali hazarsko vojaško posadko in tuduna, vendar so Hazari v manj kot letu dni mesto ponovno osvojili.
Od sredine 9. stoletja do približno leta 1000 je bila kneževina pod bizantinsko oblastjo, potem pa je prišla pod vpliv Kijevske Rusije in kipčaške plemenske zveze. V 11. stoletju je mesto močno prizadel potres. Sredi 13. stoletja so Krim zasedli Mongoli. Kneževini je uspelo obdržati samostojnost, vendar je morala velikemu kanu plačevati davek.
V 14. stoletju je Mangup postal središče Kneževine Teodoro, ki je bila tesno povezana s Trapezundskim cesarstvom. Vladajoča dinastija Gabras (grško) ali Hovra (turško) je bila bizantinsko-armenskega porekla in je izhajala iz trapezundske cesarske hiše. V poznem 14. stoletju je ena veja dinastije emigrirala v Moskvo, kjer je ustanovila Simonov samostan. Moskovski Gabrasi so postali zanani kot dedni zakladniki Velike moskovske kneževine.  V 16. stoletju so se preimenovali v Golovin.
Leta 1475 je Štefan III. Moldavski poslal v Mangup svojega svaka Aleksandra Gabrasa z nalogo, da prevzame lokalno oblast od svojega brata, ki je bil vazal Osmanskega cesarstva. Prevzem oblasti mu ni uspel, njegov poskus pa je izzval osmansko invazijo na Krim. Gedik Ahmed paša je najprej zavzel Kafo (sedanja Feodosija) in za njo še vse ostale genovske kolonije. Konec leta je po petmesečnem obleganju padel tudi Mangup. Večina genovskih posest je pripadla Krimskemu kanatu, medtem ko je Mangup z južni delom genovskih posesti prešel pod neposredno oblast Visoke porte. 
Mangup je začel propadati. Leta 1774 je mesto zapustila turška vojaška posadka in v mestu je ostala samo še majhna skupnost Keraimov. V 1790. letih so mesto zapustili še zadnji prebivalci.